# Adolf luxemburgi nagyherceg
Adolf (teljes nevén Adolph Wilhelm Carl August Friedrich von Nassau-Weilburg; 1817. július 24. – 1905. november 17.) a Nassaui Hercegség utolsó hercege és a Hollandiától függetlenné váló Luxemburg első nagyhercege.

## Származása
Adolf 1817. július 24-én született Wiesbadenben Vilmos nassaui herceg (1792–1839) és annak első felesége, Saxe-Hildburghauseni Lujza harmadik gyermekeként és legidősebb fiaként. Adolf féltestvére, Nassaui Zsófia II. Oszkár svéd királyhoz ment feleségül. 

## Nassau hercege
Apja halála után, 1839-ben a 22 éves Adolf lett Nassau hercegségének uralkodója. A kis hercegség fővárosa ekkor már Wiesbaden volt, és Adolf 1841-ben beköltözött az újonnan elkészült Stadtschlossba. 1848-ban ide is elért a népek tavasza, és a herceg kénytelen volt elfogadni a „nassauiak kilenc követelését”. Néhány évvel később feladta liberális politikáját, és konzervatív, sőt reakciós módszerekkel kormányzott; ezzel együtt népszerű uralkodó volt. Az 1866-os osztrák-porosz háborúban Ausztriát támogatta. Miután az osztrákok veszítettek, Poroszország annektálta Nassaut, ezért 1866. szeptember 20-án Adolf elveszítette trónját. 

## Luxemburg nagyhercege

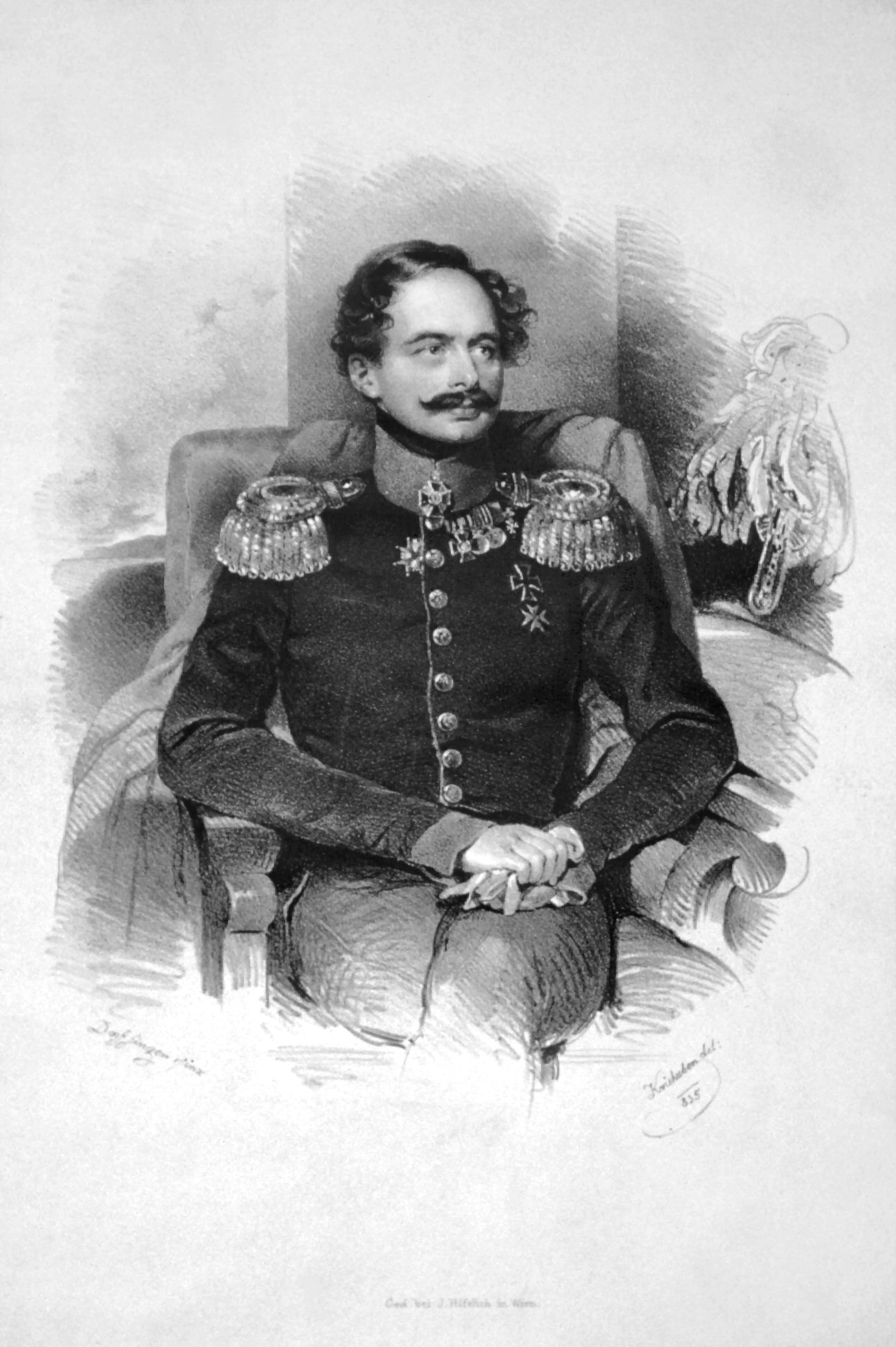
Adolf 1835-ben

1879-ben Adolf unokahúga (féltestvérének lánya), Waldeck-Pyrmonti Emma feleségül ment az Adolffal egyidős III. Vilmos holland királyhoz és luxemburgi nagyherceghez. Vilmos 1890-ben meghalt, és a holland trónt Emmával közös, kiskorú lánya, Vilma örökölte (első házasságából három fia született, de ők ekkorra már mind meghaltak). A Hollandiával 1815-től perszonálunióban lévő Luxemburg azonban a frank száli törvény alapján nem engedte a leányági örökösödést. A németországi uralkodók örökösödési szabályzata értelmében a Luxemburgi nagyhercegség Adolfra szállt, bár apai ágon csak 17. unokatestvére volt az elhunyt Vilmosnak.
Adolf már röviddel Vilmos halála előtt, annak súlyos betegsége idején, régensként vitte a nagyhercegség ügyeit. Ő maga is 73 éves volt már koronázása idején, és keveset tudott a luxemburgi belügyekről, ezért a napi politikába nem avatkozott bele. Az államügyeket Paul Eyschen intézte, aki 1888-tól volt az ország miniszterelnöke. Adolf példáját utódai is követték, és lehetőleg nem avatkoztak bele a közvetlen kormányzásba. Adolf 1902-ben hivatalosan is kinevezte utódjává legidősebb fiát, Vilmost. 1905-ben halt meg németországi nyári kastélyában, a lenggriesi Schloss Hohenburgban. 1953-ban maradványait a weilburgi kastély kápolnájába helyezték át.

## Családja
Adolf 1844. január 31-én Szentpéterváron feleségül vette Jelizaveta Mihajlovna Romanova nagyhercegnőt, I. Miklós orosz cár unokahúgát, aki azonban alig egy évvel később, koraszülött kislánya világrahozatala közben meghalt. Adolf Erzsébet egymillió rubeles hozományából látványos temetkezési templomot építtetett feleségének.
1851. április 23-án feleségül vette Anhalt-Dessaui Adelhaid Máriát. Öt gyermekük született, akik közül ketten érték meg a felnőttkort:
- Vilmos Sándor (1852–1912), IV. Vilmos néven luxemburgi nagyherceg, aki 1893-ban Braganza Mária Anna portugál infánsnőt (1861–1942) vette feleségül.
- Frigyes Pál Vilmos (1854. szeptember 23. – 1855. október 23.)
- Mária Bathildis Vilma Charlotte (1857. november 14. – 1857. december 28.)
- Ferenc József Vilmos (1859. január 30. – 1875. április 2.)
- Hilda Charlotte Vilma (1864–1952), feleségül ment II. Frigyes badeni nagyherceghez (1857–1928).

## Fordítás
- Ez a szócikk részben vagy egészben  az   Adolphe, Grand Duke of Luxembourg című angol Wikipédia-szócikk ezen változatának fordításán alapul.  Az eredeti cikk szerkesztőit annak laptörténete sorolja fel. Ez a jelzés csupán a megfogalmazás eredetét és a szerzői jogokat jelzi, nem szolgál a cikkben szereplő információk forrásmegjelöléseként.